# Jon Gunn
Jonathan Michael Gunn (30 juni 1973) is een Amerikaanse indie filmregisseur en scenarioschrijver. Hij is getrouwd met actrice Lisa Furst.

## Filmografie

### Als regisseur
- Mercy Streets (2000)
- My Date with Drew (2004, documentaire)
- Like Dandelion Dust (2009)
- Do You Believe? (2015)
- The Week (2015)
- The Case for Christ (2017)
- Ordinary Angels (2024)
- The Unbreakable Boy (2025)

### Als scenarioschrijver
- Mercy Streets (2000)
- The Week (2015)
- I Still Believe (2020)
- American Underdog (2021)
- Jesus Revolution (2023)
- The Unbreakable Boy (2025)